# John Connor
John Connor är en fiktiv figur och en av huvudpersonerna i Terminator-serien. John är ledare för motståndsrörelsen mot det onda datornätverket Skynet, men filmerna och TV-serien handlar om tiden innan han blir ledare.

## Bakgrund
John är son till Sarah Connor. I filmen Terminator har Skynet skickat roboten The Terminator från framtiden för att mörda hans mor innan han föds, för att stoppa motståndsrörelsen. Människorna har skickat Kyle Reese till samma tid och plats för att skydda Sarah. Kyle har samlag med Sarah och blir Johns far.

## Filmerna
I Terminator 2 är John tio år och lever i en fosterfamilj, efter att hans mor spärrats in på mentalsjukhus. En ny kopia av The Terminator anländer från framtiden samtidigt som den mer avancerade T-1000, båda för att söka upp John. Vid deras första möte visar det sig att Terminator är sänd av människorna för att skydda John från T-1000. I slutet av filmen lyckas Terminator förstöra T-1000. Terminator ber John att förstöra honom, vilket John gör genom att sänka ner Terminator i flytande metall.
I Terminator 3 är John vuxen. I denna film möter han Terminator och T-X, och sin framtida fru Kate Brewster.
Terminator Salvation utspelar sig 2018, ett antal år efter domedagen. Som förutspått har han blivit motståndsledare. Filmen handlar om hans sökande efter Kyle Reese.